# Machaerina vaginalis
Machaerina vaginalis är en halvgräsart som först beskrevs av George Bentham, och fick sitt nu gällande namn av Tetsuo Michael Koyama. Machaerina vaginalis ingår i släktet Machaerina och familjen halvgräs. Inga underarter finns listade i Catalogue of Life.